# Прохоров, Тимофей Васильевич (тренер)
Тимофе́й Васи́льевич Про́хоров (29 января 1919, Семёновка, Раздольненское сельское поселение — 19 июня 2012, Ростов-на-Дону) — советский легкоатлет, тренер по лёгкой атлетике. Чемпион РСФСР в прыжках с шестом (1951). Более 70 лет работал тренером в Ростове-на-Дону, личный тренер нескольких титулованных советских легкоатлетов, в том числе Валентина Чистякова и Эдуарда Переверзева. Заслуженный тренер РСФСР (1961). Участник Великой Отечественной войны.

## Биография
Тимофей Прохоров родился 29 января 1919 года в селе Семёновка Кущёвского района Краснодарского края.
Заниматься лёгкой атлетикой начал в молодости, специализировался на прыжках с шестом. Во время Великой Отечественной войны участвовал в боевых действиях на фронте, получил контузию в боях под Вязьмой и попал в плен — находился в концлагере Штуттгоф.
После войны возобновил занятия спортом, в частности в 1951 году в прыжках с шестом одержал победу на чемпионате РСФСР, показав результат 3,90 метра.
Окончил Ростовский государственный медицинский институт по специальности «врачебный контроль и лечебная физкультура».
В течение многих лет работал тренером в детско-юношеской спортивной школе № 1 в Ростове-на-Дону, подготовил ряд титулованных спортсменов, добившихся больших успехов в спринте, беге с барьерами, прыжковых дисциплинах, многоборье. Наиболее известные ученики:
- Валентин Чистяков — серебряный призёр Европейских легкоатлетических игр, двукратный чемпион Универсиады, участник двух летних Олимпийских игр, мастер спорта международного класса;
- Эдуард Переверзев — бронзовый призёр Кубка Европы, серебряный призёр Универсиады, бронзовый призёр чемпионата Европы в помещении, чемпион СССР, мастер спорта международного класса;
- Владимир Скибенко — чемпион СССР;
- Николай Кейдан — серебряный и бронзовый призёр чемпионатов СССР.
- Геннадий Меликьян — мастер спорта, экономист, государственный деятель.
- Александр Контарев — мастер спорта, бронзовый призёр чемпионата СССР, участник Олимпийских игр.

Работал с такими легкоатлетками как Светлана Гончаренко, Юлия Гущина, Наталья Муринович и др. В общей сложности за более чем 70 лет его подопечными были двое заслуженных мастеров спорта, 9 мастеров спорта международного класса, более 30 мастеров спорта, 17 членов сборных команд СССР и России. Дважды признавался лучшим тренером Советского Союза.
Удостоен почётного звания «Заслуженный тренер РСФСР».
Награждён медалью «За трудовую доблесть» (1971), орденом Отечественной войны II степени (1985), орденом Почёта (1999).
Умер 19 июня 2012 года в Ростове-на-Дону в возрасте 93 лет. Похоронен на Северном кладбище.